# Nam thần xe ôm
Nam thần xe ôm (tên gốc tiếng Thái: ไบค์แมน ศักรินทร์ตูดหมึก , còn được biết đến với tên tiếng Anh: Bike Man) là một bộ phim hài Thái Lan năm 2018 do Prueksa Amaruji đạo diễn, với sự tham gia của Pachara Chirathivat và Sananthachat Thanapatpisal. Phần phim tiếp nối mang tên Ôm hờ yêu thật vào năm 2019, ra rạp tại Việt Nam ngày 10/01/2020.

## Nội dung
Sakkarin (Peach) - chàng trai trẻ 25 tuổi luôn hướng về gia đình, đang phải bươn chải kiếm tiền để chăm sóc mẹ và luôn ước mơ trở thành nhân viên ngân hàng giống ba. Mỗi sáng tạm biệt mẹ bước ra khỏi nhà, Sakkarin khoác lên mình bộ đồ vest "sang chảnh" của một nhân viên ngân hàng. Bà Suree, mẹ của Sakkarin là một người phụ nữ thôn quê hồn hậu điển hình. Bà cũng từng là ca sĩ tự do cho nhiều sự kiện khác nhau nhưng cuối cùng lại mở một cửa hiệu giặt ủi để có thể nuôi con trai mình khôn lớn. Niềm tự hào lớn nhất trong đời của bà mẹ đơn thân này không gì khác ngoài cậu con trai đang làm việc ở ngân hàng.
Tuy nhiên, có một sự thật không ai biết: công việc thực sự hằng ngày của Sakkarin là chạy xe ôm đưa rước khách ở Bangkok. Sakkarin đam mê tốc độ và là tay lái lụa khiến cho khách hàng bao phen hú hồn muốn vỡ mật. Anh tham gia vào trong nhóm xe ôm của Long. Là trưởng nhóm tài xế, Long luôn giúp đỡ Sakkarin và là người duy nhất biết rõ mọi bí mật giấu kín của cậu. Anh cũng rất nể phục Sakkarin vì ý chí quyết tâm của cậu mỗi khi ngồi lên yên xe.
Nhưng bí mật ngày càng trở nên khó giữ khi Sakkarin gặp lại Jai (Fon), “crush” từ thời trung học của anh, nay là một nhân viên ngân hàng xinh đẹp và cá tính. Jai là cô nàng lính mới dễ thương vừa vào làm trong ngân hàng. Dù có một công việc ổn định, nhưng thực ra Jai không thích công việc nhàm chán trong ngân hàng và luôn khao khát sự tự do. Jai đôi lúc tuy vụng về nhưng lại là người rất chân thành. Cô thật lòng yêu bạn trai của mình là A, phó giám đốc ngân hàng, dù gã luôn cộc cằn và thô lỗ.
Trong khi đó, Sakkarin cũng gặp phải trở ngại từ trong chính gia đình với chú Preecha, bạn thân ngày trước của bố Sakkarin, một cựu cảnh sát điều tra. Chú luôn quan tâm và thăm hỏi hai mẹ con và là người bạn thân thiết của gia đình Sakkarin. Tuy nhiên, từ bản năng nhạy bén, chú Preecha luôn nghi ngờ hành tung bí ẩn của Sakkarin và đặt dấu chấm hỏi về công việc của anh. Những lời nói dối cũng có ngày hết hạn, và chúng có thể khiến cho cả thế giới của Sakkarin chao đảo, liệu Sakkarin sẽ giữ được bí mật lớn của anh tới khi nào?

## Diễn viên
- Pachara Chirathivat vai Sakkarin "Sak"
- Sananthachat Thanapatpisal vai Jai
- Jennifer Kim vai Suree - mẹ Sakkarin
- Kom Chauncheun vai Preecha
- Pramote Pathan vai A
- Robert Saikwan vai Long / Ongart
- Phuang Chernyim